# LVR-Freilichtmuseum Kommern

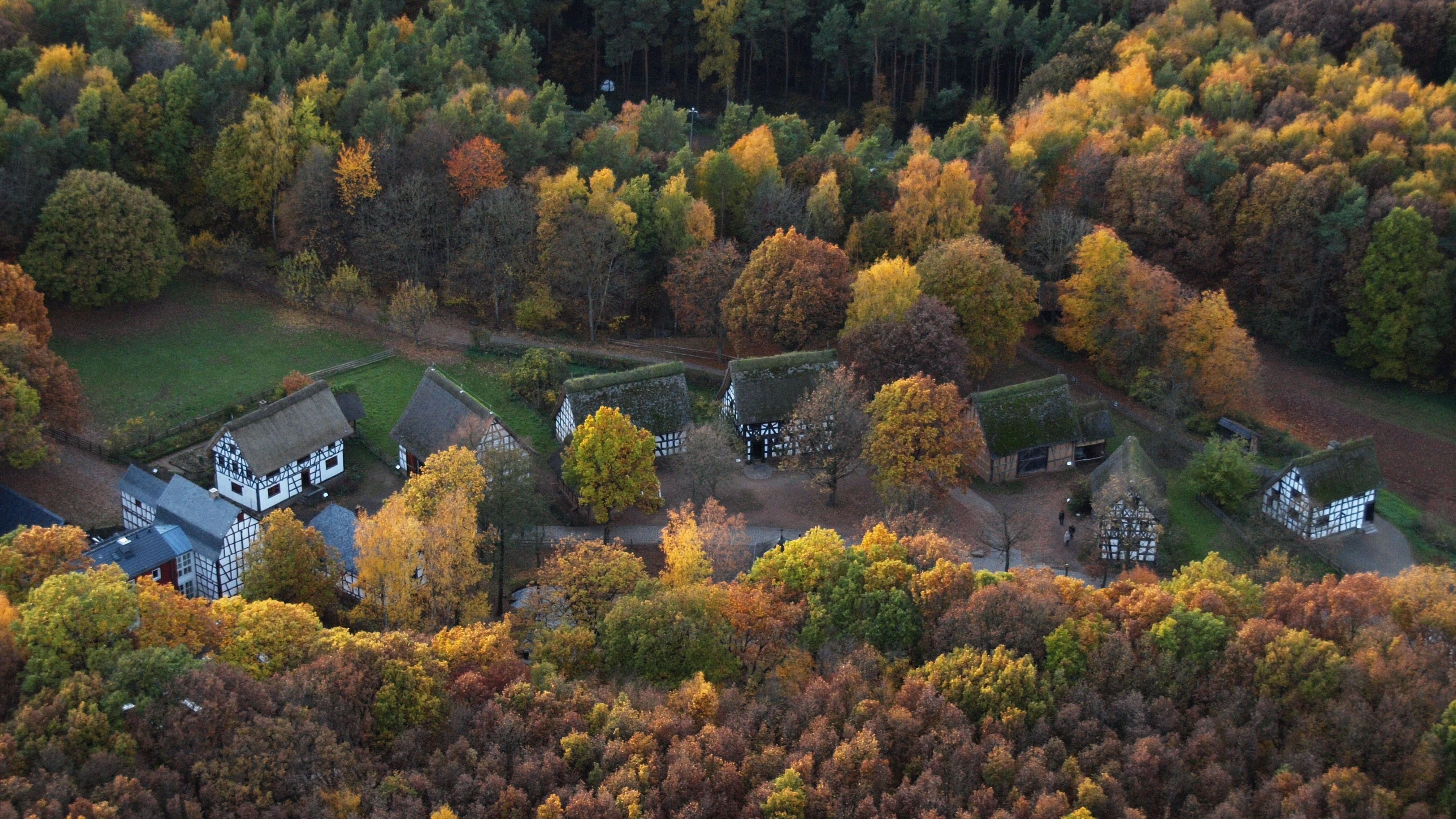
Teilansicht der Baugruppe „Westerwald/Mittelrhein“, Luftaufnahme (2015)

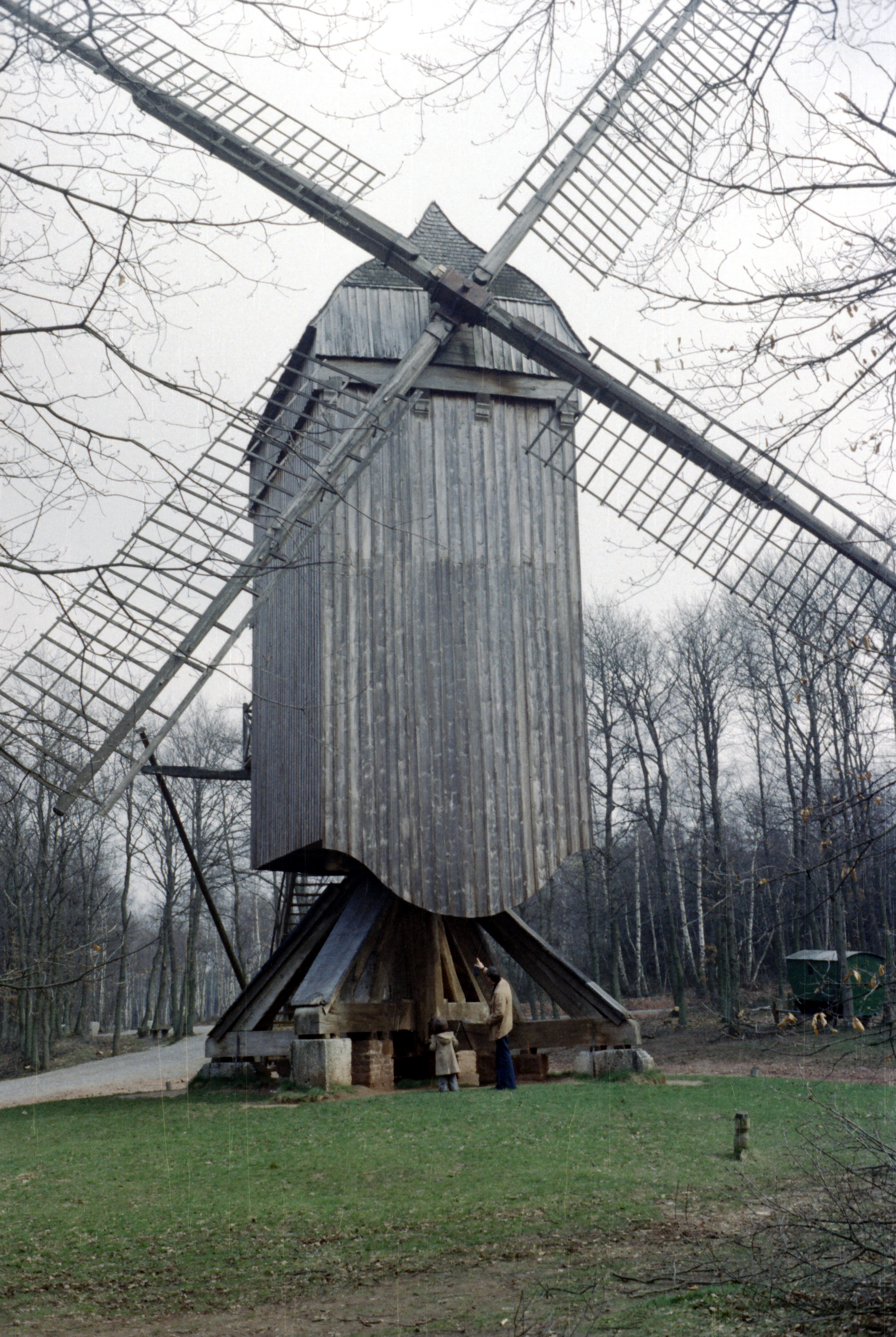
Bockwindmühle aus Spiel (1978)

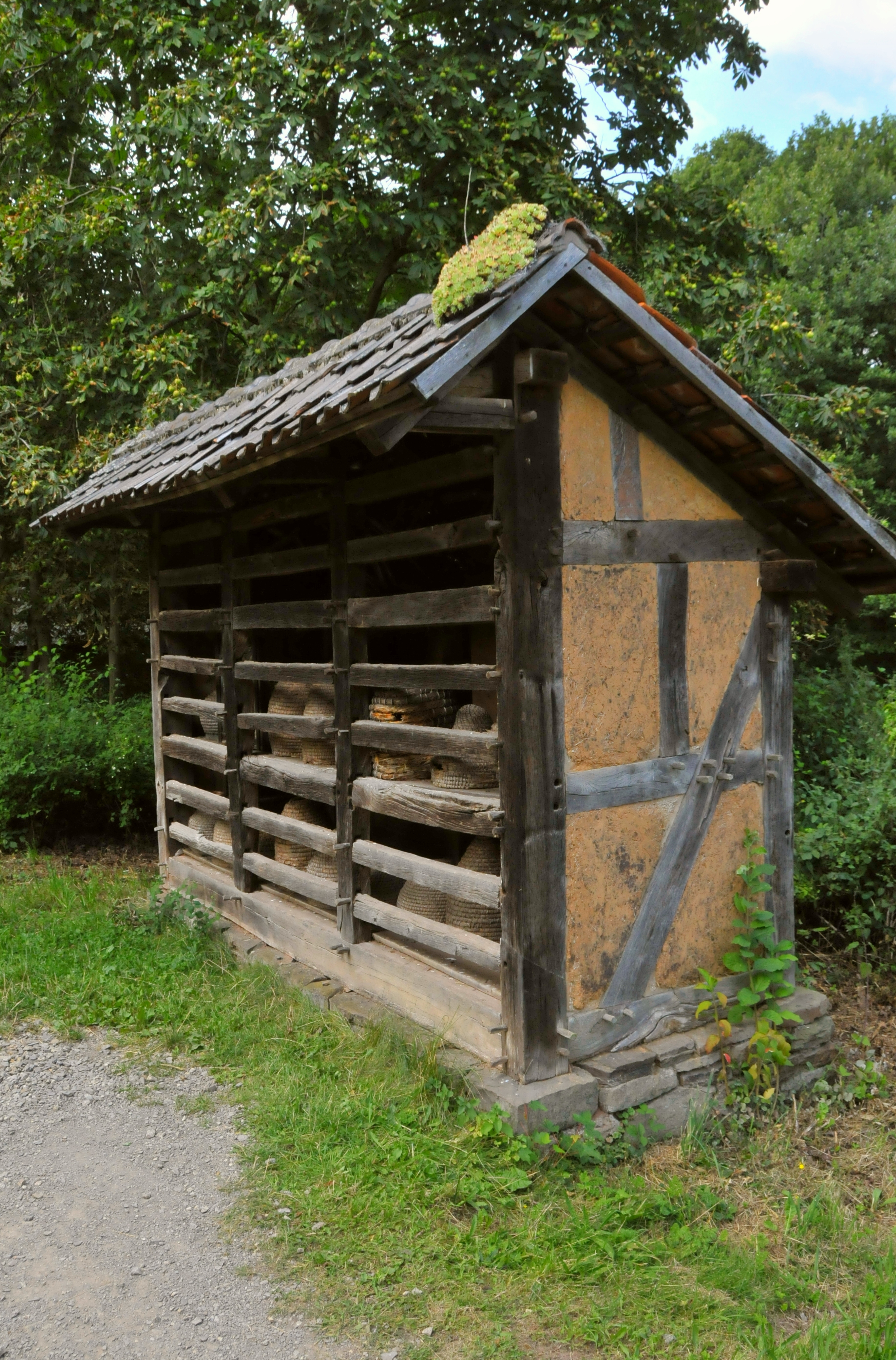
Bienenstand aus Birkenbeul (2012)

Das LVR-Freilichtmuseum Kommern und Rheinische Landesmuseum für Volkskunde in Kommern/Eifel in Trägerschaft des Landschaftsverbandes Rheinland (LVR) ist mit ca. 110 ha eines der größten Freilichtmuseen Europas mit 78 historischen Gebäuden aus der preußischen Rheinprovinz.

## Geschichte
Die Planungen zu einem Freilichtmuseum im Rheinland gehen bis in die 1950er Jahre zurück. Um den Standort bewarben sich rund 30 Städte und Gemeinden zwischen Aachen, Köln und dem Ruhrgebiet, darunter Duisburg, Krefeld, Rheydt und das damals noch selbstständige Kommern (heute Stadtteil von Mechernich). Die Wahl von Kommern am 28. März 1958 in einer Stichwahl gegen Krefeld soll auf den damaligen Gemeindevorstand Kommerns, Norbert Leduc, zurückgegangen sein. Das Museum wurde am 20. Juli 1961 eröffnet. Die Leitung hatte von Beginn bis 1981 Adelhart Zippelius inne, anschließend bis 2007 Dieter Pesch, Josef Mangold bis 2022 und aktuell Carsten Vorwig.

## Museum
78 Gebäude wie Bauernhöfe, Windmühlen, Werkstätten, eine Zehntscheune, dörfliche Gemeinschaftsbauten wie Schul- und Backhaus, Tanzsaal und Kapelle wurden je nach ihrer Herkunft aus dem Gebiet der ehemaligen preußischen Rheinprovinz bzw. den früheren in diesem Gebiet gelegenen Territorien transloziert zu vier Baugruppen zusammengefasst. Äcker, Bauerngärten und Obstwiesen runden das Ganze ab. Die Objekte kommen vorrangig aus dem Westerwald/Mittelrhein-Gebiet, aus Eifel/Voreifel, vom Niederrhein und aus dem Bergischen Land und stellen das Leben ab dem 15. Jahrhundert dar. Im Aufbau befindet sich eine weitere Baugruppe „Marktplatz Rheinland“, die das ländlich-kleinstädtische Leben des Rheinlandes, das Wohnen und Arbeiten von den 1950er Jahren bis in die jüngste Vergangenheit zeigen soll. So wurden bisher unter anderem eine Gaststätte mit dem Zeitschnitt 1974 wie auch ein Quelle-Fertighaus (Baujahr 1965), eine Diasporakapelle (Notkirche) von Bauhaus-Architekt Otto Bartning, ein Flachdachbungalow, eine "Milchbar" aus Brühl (Rheinl), zwei Nissenhütten und ein Flüchtlingsheim (Containeranlage) aus den 1990er Jahren wiedererrichtet. Damit entwickelt sich das LVR-Freilichtmuseum Kommern auch zu einem Museum der alltagskulturellen Zeitgeschichte des 20. Jahrhunderts.
Darüber hinaus zeigt das Museum als „Rheinisches Landesmuseum für Volkskunde“ Dauer- und Wechselausstellungen.
Das LVR-Freilichtmuseum Kommern bietet ein Jahresprogramm mit rund 70 Sonderveranstaltungen: Großveranstaltungen sind der jährlich in den Osterferien stattfindende „Jahrmarkt anno dazumal“, die im August stattfindende und mit vielseitigem Programm verbundene „ZeitBlende“ mit Rückblick auf das, was jeweils 50 Jahre zuvor im Rheinland und in der Welt los war, „Nach der Ernte“ am 3. oder 4. Septemberwochenende und der „Advent für alle Sinne“ am ersten Advent-Wochenende.
Ein Schwerpunkt des Museums ist das Programm der lebendigen Geschichtsvermittlung. Unter dem Motto „Gespielte Geschichte“ begegnen Akteure den Besuchern in der Ersten Person als historisch nachweisbare Persönlichkeiten oder „Alltagsmenschen“ aus einer bestimmten Zeit und sozialen Situation und „ziehen“ die Museumsgäste in die Vergangenheit. Dabei wechseln die Kommerner Museums-Akteure in die Dritte Person, um den Museumsgästen sozial- und wirtschaftsgeschichtliche Zusammenhänge, in die ihre Rolle eingebettet ist, zu erklären.

## Dauerausstellungen
„WirRheinländer“
In dieser Ausstellung wird die Geschichte des Rheinlandes und das Leben der Rheinländer von der französischen Besetzung 1794 bis in die Zeit des beginnenden Wirtschaftswunders nach 1950 in einer Dauerausstellung gezeigt. Die Besucher durchwandern dabei in einer Ausstellungshalle eine Geschichtsgasse mit mehr als 50 Nachbauten von Gebäuden aus dem Rheinland, in denen Szenarien zur rheinischen Geschichte präsentiert werden.
Darüber hinaus zeigt das LVR-Freilichtmuseum Kommern jährlich mehrere Wechselausstellungen.

## Bilder aus Kommern

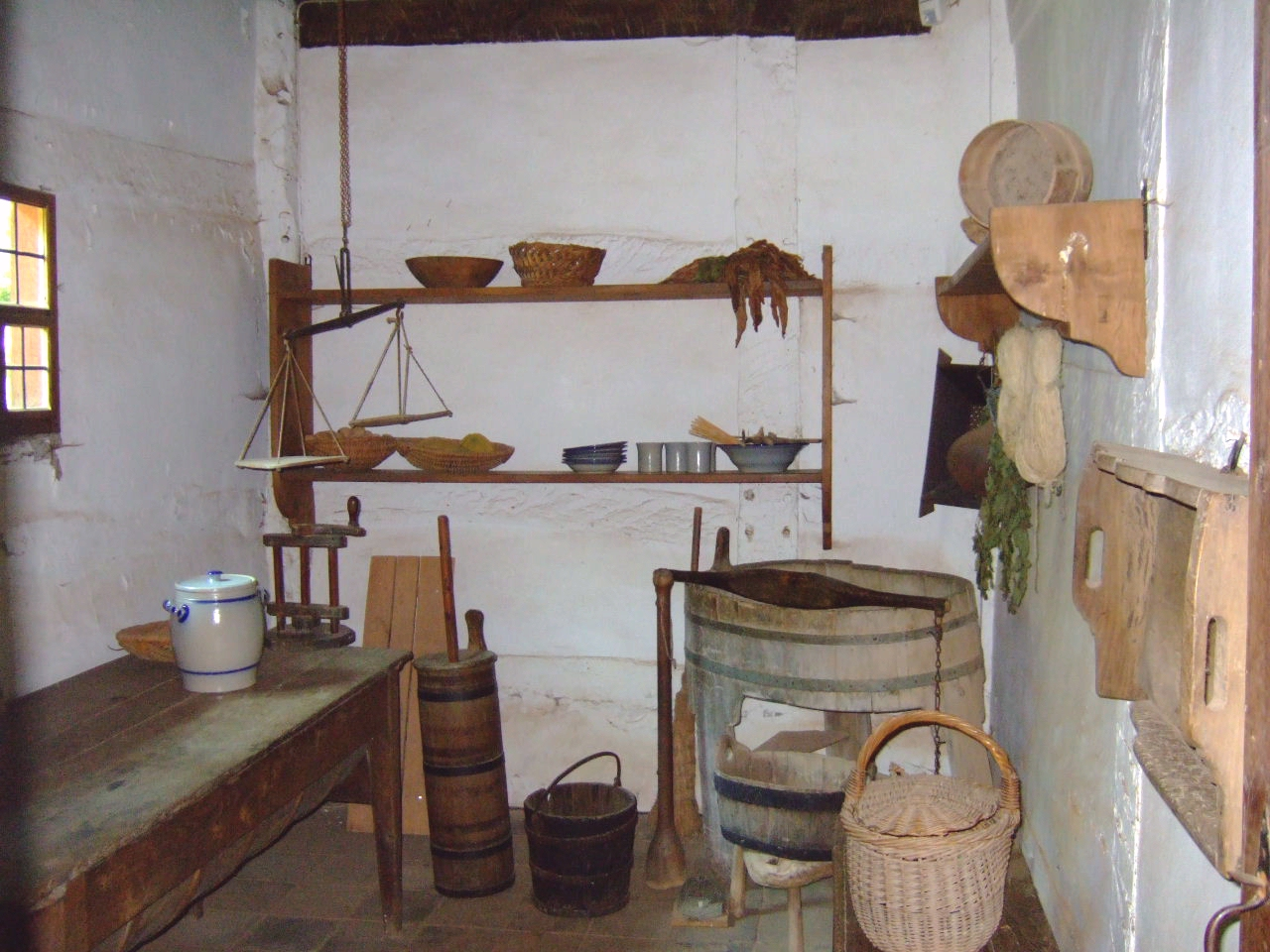
Küche des Hauses aus Kessenich von 1616
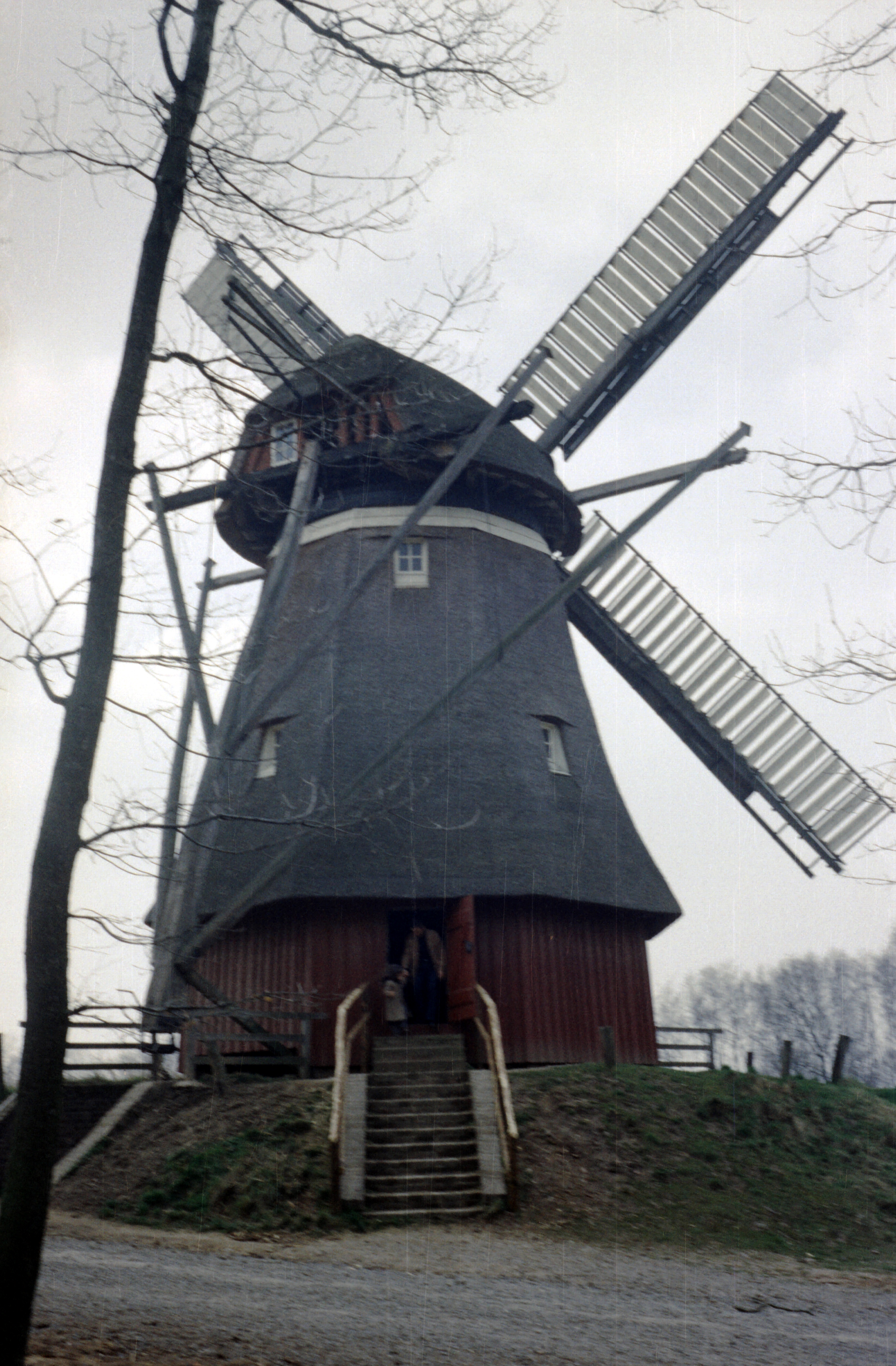
Kappenwindmühle aus Cantrup
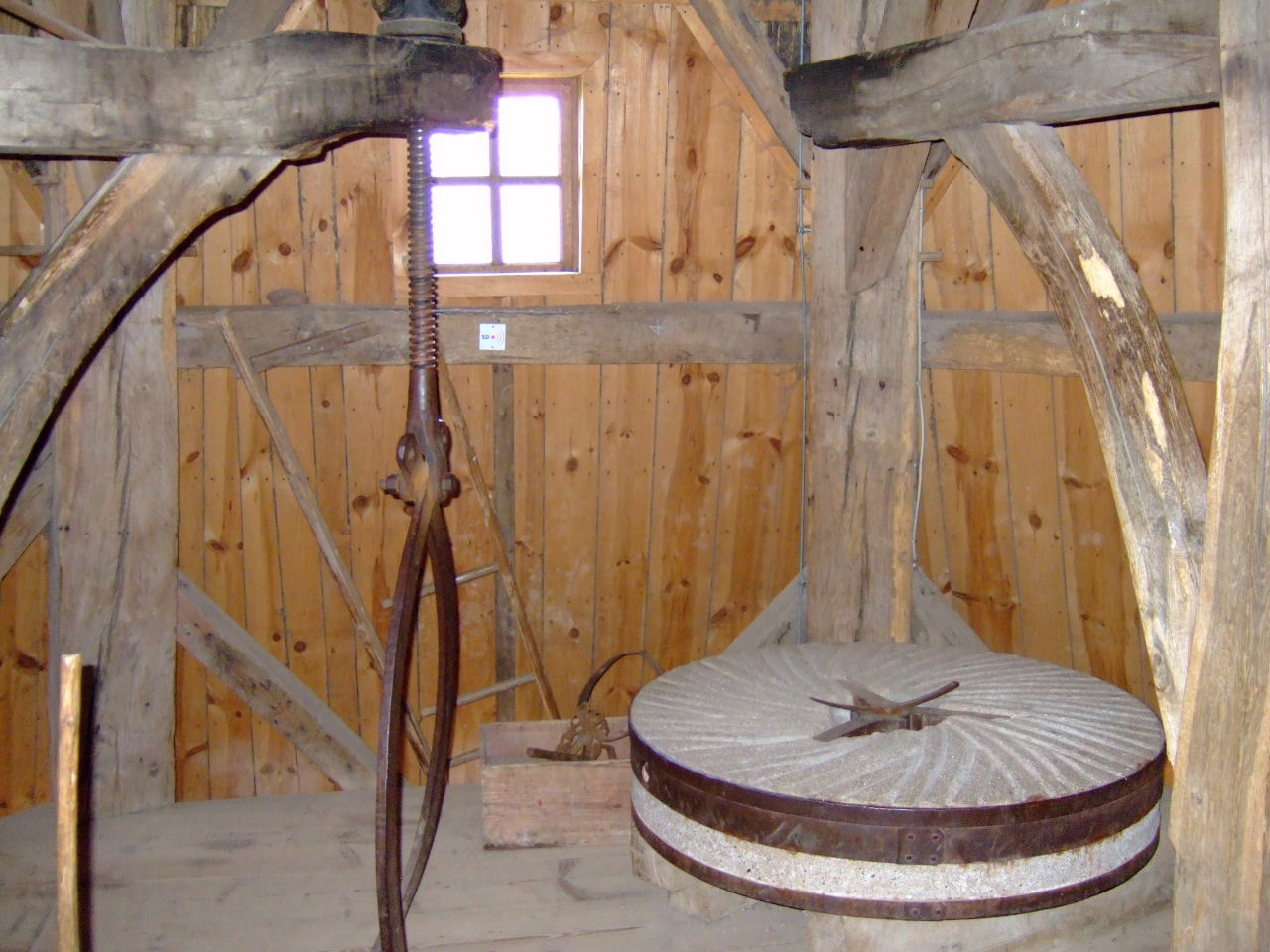
Blick in die Mühle
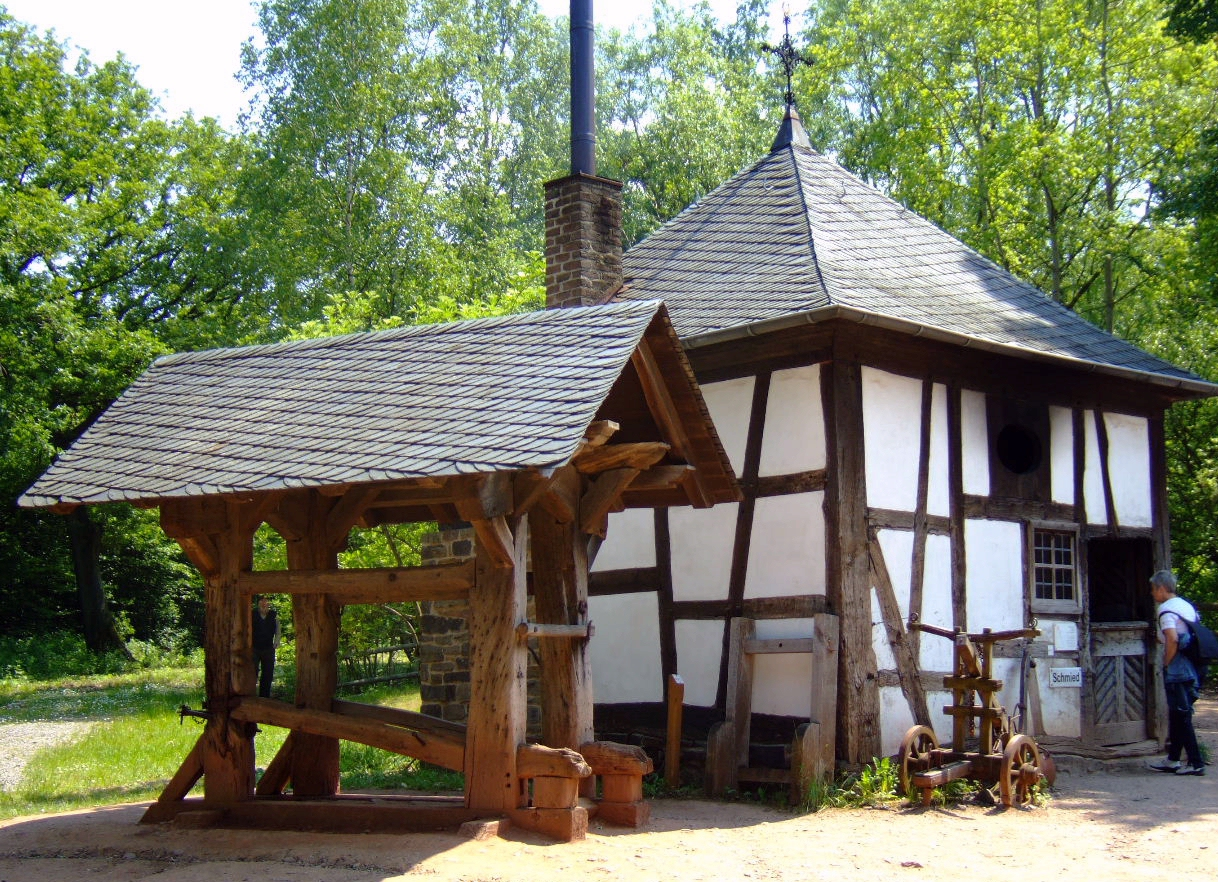
Schmiede aus Bornich